# 华中大学西迁办学纪念建筑

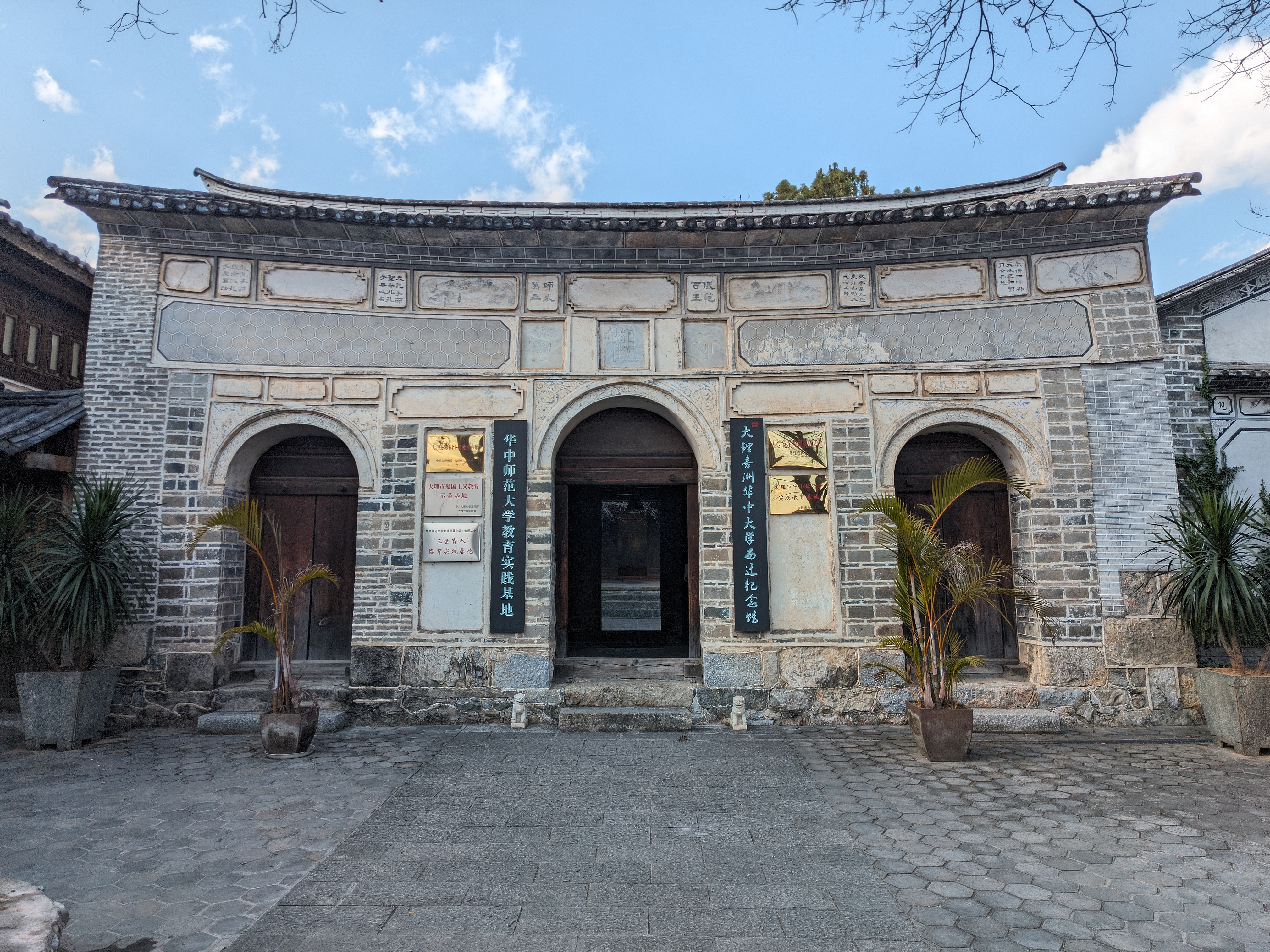
华中大学西迁纪念馆

华中大学西迁办学纪念建筑，系在大理市喜洲镇的华中大学抗战西迁旧址建立的纪念建筑，包括一座位于大慈寺（华中大学西迁时期办公地点）的华中大学西迁纪念馆以及一座位于大理市第二中学（原五台中学，华中大学西迁时期办学地点）的华中大学西迁办学纪念碑。

## 华中大学西迁纪念馆
华中大学西迁纪念馆位于喜洲镇大慈寺，由大理旅游度假区管委会、喜洲镇政府投资建设，占地719平方米，于2017年11月7日开馆，主要内容有实物展览、场景还原、多媒体展示等。

## 华中大学西迁办学纪念碑
华中大学西迁办学纪念碑位于大理市第二中学（原五台中学）校园内，于2008年4月落成，碑上刻有华中师范大学原副校长汪文汉撰写的「武昌华中大学西迁纪念碑文」。